# Spurio Oppio
Spurio Oppio (in latino: Spurius Oppius; 1 circa – dopo il 43) è stato un magistrato e senatore romano, console dell'Impero romano.

## Biografia
Della figura di Oppio non molto è noto, a partire dal suo praenomen: per lungo tempo, sulla base di un'errata lettura di una tavoletta cerata ercolanese, si è ritenuto che esso fosse Lucio, ma la rilettura della tavoletta da parte di Giuseppe Camodeca ha permesso di definirlo come Spurio. La ridefinizione del praenomen di Oppio ha permesso così di individuare una sua parentela con l'omonimo Spurio Oppio che fu pretore nel 44 a.C., probabilmente suo nonno o meglio bisnonno; al contempo, tale legame rende alquanto improbabile una connessione, prima data per assodata, con gli Oppii senatori provenienti da Auximum.
Della carriera di Oppio è nota solo una carica, che però lo vede al vertice dello stato romano: egli è infatti attestato come console suffetto da ottobre a dicembre del 43 al fianco di Quinto Curzio Rufo, sostituendo Aulo Gabinio Secondo e il suo ignoto collega (forse Pompeo Pedone o Publio Anteio Rufo o Gaio Calpurnio Pisone o Publio Ostorio Scapula).
Dopo il consolato, Oppio scompare dalla storia. Prima della definizione del suo praenomen e quindi della sua ascendenza, era stato proposto che Oppio fosse padre o zio del console ordinario dell'84 Gaio Oppio Sabino: ora tale discendenza è messa fortemente in dubbio.